# Lubin (comune rurale)
Lubin è un comune rurale polacco del distretto di Lubin, nel voivodato della Bassa Slesia.
Ricopre una superficie di 290,15 km² e nel 2008 contava 12 268 abitanti.
Il capoluogo è Lubin, che non fa parte del territorio ma costituisce un comune a sé.

## Storia
Il comune rurale di Lubin è stata fondata il 1º gennaio 1973, nella provincia di Breslavia. 
Il comune rurale comprende i villaggi di Buczynka, Chróstnik, Czerniec, Dąbrowa Górna, Gogołowice, Gola, Gorzelin, Gorzyca, Karczewiska, Kłopotów, Krzeczyn Mały, Krzeczyn Wielki, Księgienice, Lipiny, Małomice, Miłosna, Miroszowice, Niemstów, Obora, Osiek, Pieszków, Raszowa, Raszowa Mała, Siedlce, Składowice, Ustronie, Wiercień.